# Bečki književni dogovor
Bečki književni dogovor potpisan je u 28. ožujka 1850. godine, kada se u Beču sastalo 5 književnika iz Hrvatske, 2 iz Srbije i 1 iz Slovenije radi dogovora o ujedinjenju književnih jezika Slovenaca, Hrvata i Srba.

## Značenje Bečkog književnog dogovora
Cilj književnika bio je da se književni nacionalni jezici što je više moguće približe, zbog toga što su u to doba smatrali da su svi južni Slaveni jedan narod i stoga trebaju imati jedan književni jezik. Tako je 1850. godine rečenim Književnim dogovorom u Beču započet pokušaj ujedinjavanja hrvatskoga i srpskoga (i slovenskoga) jezika u jedan jezik. Razlog zbog kojega je do početka ujedinjavanja jezikâ uopće došlo, bio je kako politički (ideja jugoslavenstva bila je izrazito jaka u Ilirskomu pokretu i tadašnjoj Katoličkoj crkvi), tako i jezični, usmjeren snažnijem otporu protiv utjecaja talijanskoga, njemačkoga, mađarskoga i turskoga jezika. Ovo potonje nije dalo adekvatnih rezultata. Iako u ono vrijeme široko prihvaćen kao kulturni privjesak političkih želja za ujedinjenjem većine južnoslavenskih zemalja, ovaj je dogovor u desetljećima koja slijede, a napose nakon ujedinjavanja Države Slovenaca, Hrvata i Srba i Kraljevine Srbije u Kraljevstvo Srba, Hrvata i Slovenaca, otežao samostalan razvoj hrvatskoga i srpskoga jezika. 

## Zaključci dogovora
Dogovor su složili u pet točaka, i to: 
1. Zaključili su da ne mogu miješati postojeća narječja stvarajući neko novo, nego da trebaju po ugledu na druge narode, Nijemce i Talijane odabrati jedno od južnoslavenskih narodnih govora koje će biti književno i na kojem bi svi trebali pisati.
2. Zaključili su da južno narječje koje su već književno uredili i rabili Hrvati (Bartol Kašić početkom 17. stoljeća) bude zajedničko književno narječje sviju južnih Slavena, te su se složili da bi svi trebali pisati ije tamo gdje su to po tom narječju dva sloga, a gdje je to samo jedan slog da se piše je ili e ili i kako gdje treba jer u pojedinim krajevima rabili su ekavski, ikavski i ijekavski glas jata.
3. Zaključili su da bi i Srbi i Crnogorci, to jest srpski i crnogorski književnici trebali pisati hrvatski glas h svuda gdje mu je mjesto po etimologiji, kako to pišu hrvatski književnici.
4. Zaključili su da kod imenica u genitivu množine ne treba na kraju pisati  h jer mu po etimologiji tamo nije mjesto, zato što to nije potrebno kao razlika prema drugim padežima i jer srpski i crnogorski književnici h ne pišu nigdje.
5. Dogovoreno je da ispred samoglasnog r gdje ono čini slog ne treba pisati ni a ni e kako to pišu neki hrvatski književnici već samo r kao u riječi "prst", jer tako "narod" govori i tako piše većina drugih književnika i manji dio hrvatskih.

- Dogovor su potpisali samoinicijativno sljedeći književnici: Ivan Kukuljević Sakcinski, Dimitrija Demeter, Ivan Mažuranić, Vinko Pacel, Stjepan Pejaković, Vuk Stefanović Karadžić, Đuro Daničić i Franc Miklošič ↓1.

## Ishod dogovora
Treba napomenuti da taj dogovor nije bio obavezujuća isprava zato što ga nisu ratificirali ovlašteni narodni predstavnici, niti su u potpisivanju sudjelovali ključni jezikoslovci kao što je bio hrvatski Ljudevit Gaj, te stoga nije niti ispoštovan. Srbi su nastavili graditi svoj književni jezik na ekavskom izgovoru šumadijsko-vojvođanskog narječja uz utjecaj torlačkih govora, a Hrvati svoj književni jezik na trojstvu štokavštine, kajkavštine i čakavštine, dok su Slovenci svoj književni jezik nastavili izgrađivati na slovenskom narječju iz ljubljanske okolice. Unatoč zaključcima, dogovor nije funkcionirao.
Cjeloviti tekst Dogovora nalazi se na Wikizvoru.